# Barde (sanger)
 For alternative betydninger, se Barde. (Se også artikler, som begynder med Barde)
En barde er en digter, skjald, egentlig og især om skjaldene hos oldtidens keltere eller germanere. Anvendes om digtere i almindelighed, især sådanne, der ved deres digtes emner og form minder om de gamle barder, som for eksempel Friedrich Gottlieb Klopstock, Tysklands første barde, og hans skole.